# Maciej Nowicki

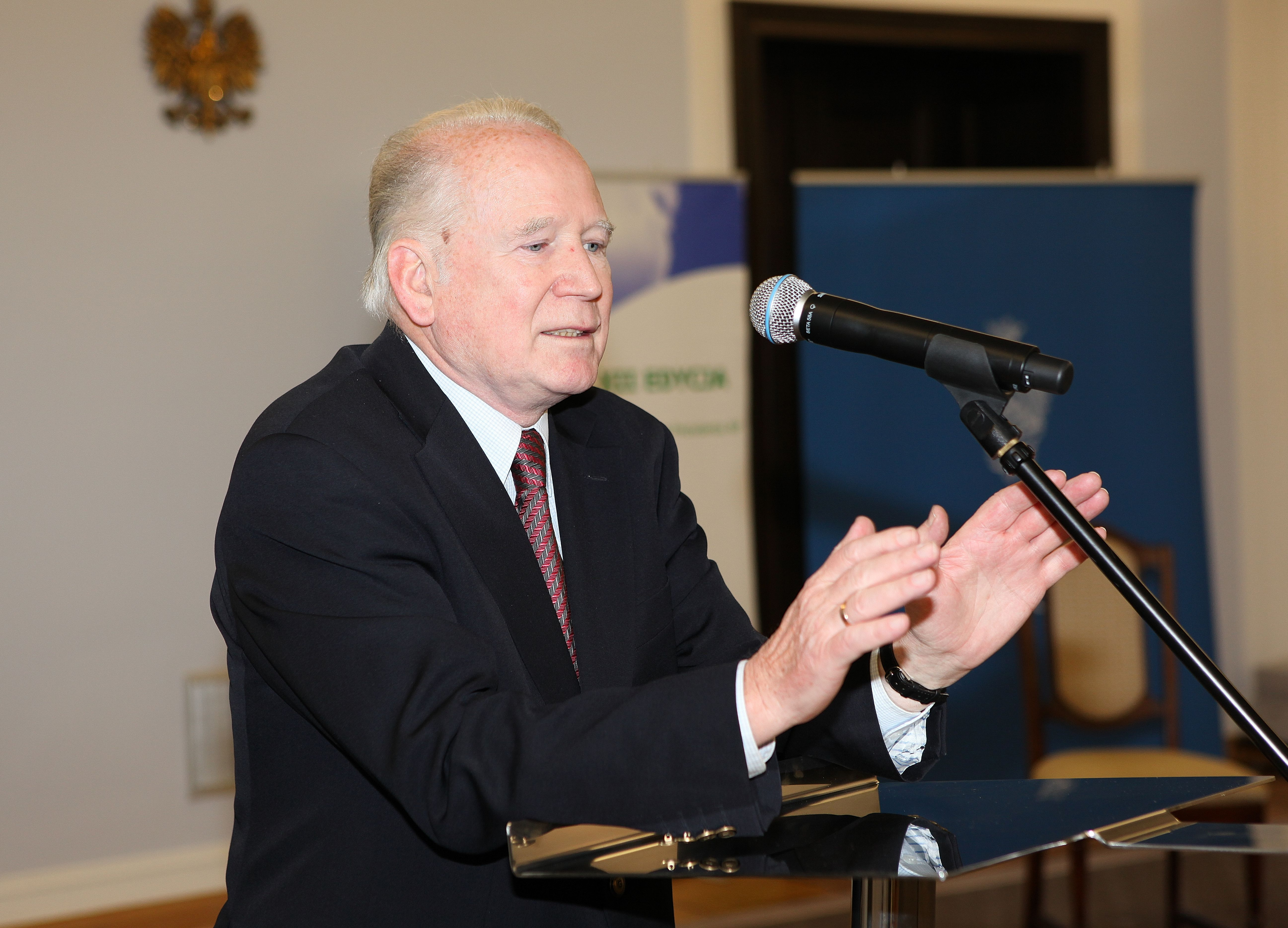
Maciej Nowicki (2010)

Maciej Władysław Nowicki ([ˈmatɕɛj vwaˈdɨswaf nɔˈvʲitskʲi], * 28. September 1941 in Warschau) ist ein polnischer Politiker und Ökologe. Vom 16. November 2007 bis zum 8. Dezember 2009 war der parteilose Nowicki polnischer Minister für Umweltschutz im Kabinett von Donald Tusk.

## Leben
Nowicki schloss 1964 sein Studium an der Fakultät für Ingenieurwesen der Technischen Universität Warschau (Politechnika Warszawska) ab. 1964 bis 1970 war er an der Polska Akademia Nauk (Polnische Akademie der Wissenschaften) tätig. Anschließend war Nowicki bis 1986 an der TU Warschau als Dozent tätig. Dort promovierte er 1972 und vier Jahre später habilitierte er mit einer Arbeit über den Schutz der Atmosphäre an der Universität Warschau. Den Titel Professor darf er seit 1992 tragen.
1991 wurde Nowicki Minister für Umweltschutz, natürliche Ressourcen und Forsten unter Lech Wałęsa, im Jahr zuvor war er Vizeumweltminister. 1992 verließ er seinen Ministerposten und wurde Vorsitzender des EkoFundusz, einer Stiftung, die aus erlassenen Auslandsschulden Polens Umweltschutzmaßnahmen finanziert.
1994 wurde er zum stellvertretenden Vorsitzenden der UN-Kommission für Ökologische Entwicklung, 1997 zum Berater des Generalsekretärs der OECD.
1996 wurde er als erster ausländischer Preisträger mit dem Umweltpreis der Bundesstiftung Umwelt für sein Lebenswerk ausgezeichnet. Mit dem Preisgeld von 250.000 Euro gründete er die Nowicki-Stiftung, die begabten polnischen Absolventen des Umweltschutzbereiches Stipendienaufenthalte in Deutschland ermöglicht. 1996 bis 2007 wurden 160 Stipendien vergeben.
Im August 2007 gab er den Vorsitz des EkoFundusz ab, am 16. November 2007 wurde er zum Minister für Umweltschutz ernannt.
Am 8. Dezember 2009, einen Tag nach der Eröffnung der UN-Klimakonferenz in Kopenhagen, an der er teilnahm, reichte er seinen Rücktritt als Umweltminister ein. Es wird spekuliert, dass er auf Grund eines Streits über die Verwendung von Geldern aus dem Verkauf von Emissionsrechtehandel erfolgte. Maciej Nowicki wollte sie, sein Stellvertreter Stanisław Gawłowski und Donald Tusk für den Umweltschutz einsetzen. Sein Nachfolger wurde im Februar 2010 Andrzej Kraszewski.
Nowicki ist verheiratet und hat zwei Kinder.

## Auszeichnungen
1996 erhielt er den Umweltpreis der Bundesstiftung Umwelt. Weiterhin wurde er mit dem Orden Polonia Restituta und dem Goldenen Verdienstkreuz der Republik Polen ausgezeichnet.

## Werke
- Grüne Nachbarschaft – Polen, zusammen mit Lutz Ribbe, übersetzt von Robert Wylot und Iwona Lemańska, Warschau 2001, ISBN 83-86902-94-9
- Problemy ekorozwoju Polski, zusammen mit Lutz Ribbe, Warschau 2001, ISBN 83-86902-94-9
- Problemy obliczeniowe w ochronie atmosfery, zusammen mit Stanisław Chróściel, Warschau 1977
- Projektowanie lokalizacji zakładów przemysłowych w aspekcie ochrony atmosfery, zusammen mit Wojciech Jaworski, Warschau 1986
- Strategia ekorozwoju Polski, Warschau 1993, ISBN 83-900559-3-7
- Urządzenia odpylające, zusammen mit Jan Juda, Warschau 1986, ISBN 83-01-06311-4
- W tym Dniu Najświętszym... : rozważania na Drodze Krzyżowej, Warschau 2006, ISBN 83-89960-05-2

## Verweise